# Convent de Santa Clara de Gandia
El Convent de Santa Clara és un convent de clausura situat a la ciutat valenciana de Gandia (La Safor). Va ser fundat al segle xv i actualment està habitat per monges de l'Orde de les Clarisses Coletines.
Està situat al centre de Gandia i a escassos metres de la Col·legiata de Santa Maria de Gandia, a la plaça de María Enríquez y de Luna. Com que es tracta d'un convent de clausura només és possible visitar l'església d'estil gòtic situada a la part dreta de l'edificació. Al pati interior del convent hi ha una olivera que segons la tradició va ser plantada per Sant Francesc de Borja. El convent alberga la imatge de la Verge de Baluard, la verge de la pluja.

## Història

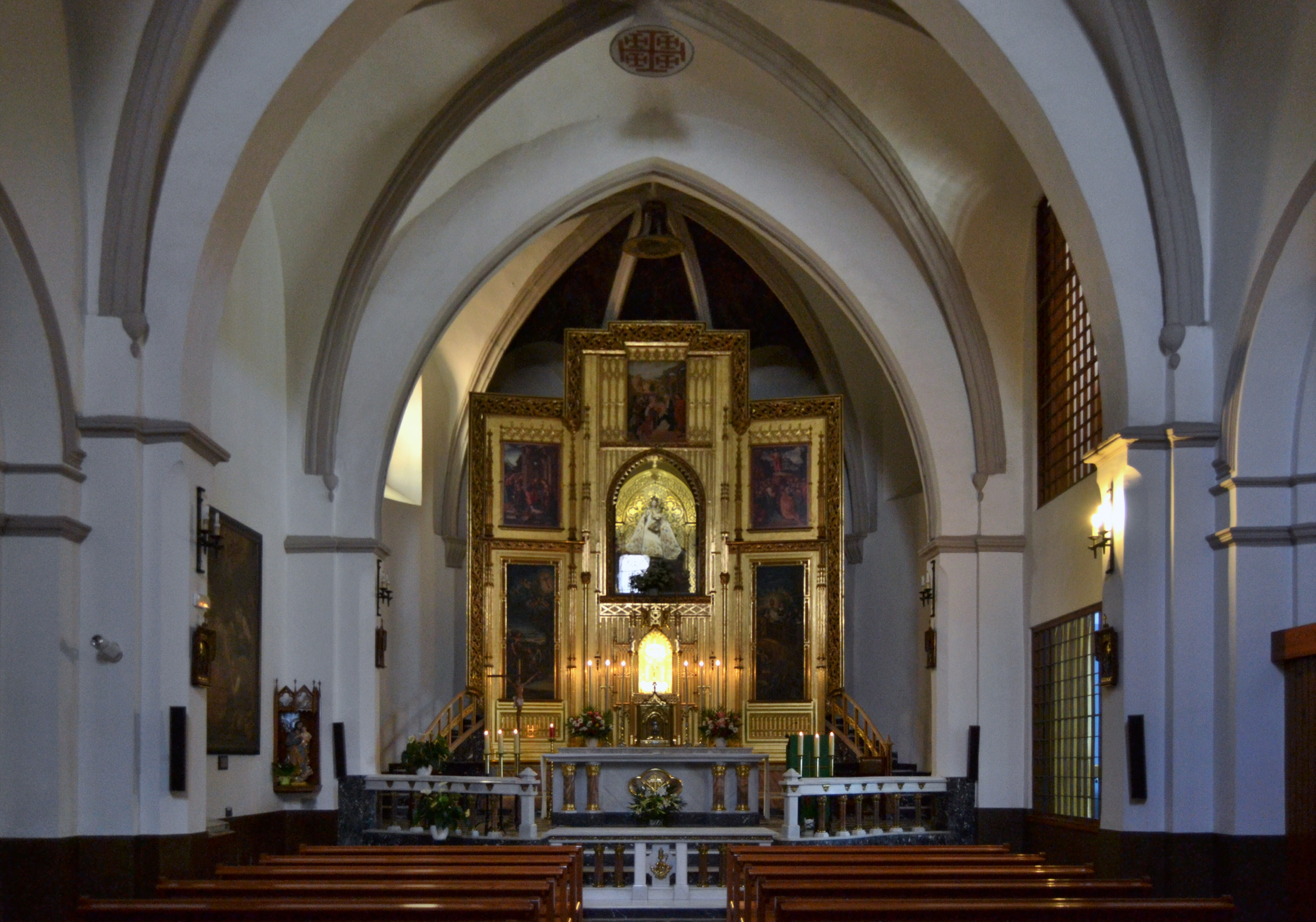
Interior de l'església del convent de santa Clara de Gandia

El convent fou fundat l'any 1431 per Violant d'Aragó, filla del duc reial Alfons el Vell de Gandia. És una clara mostra de la importància històrica i artística de la ciutat. Destaca en ell l'església gòtica i un retaule de Paolo de San Leocadio.
Van ser moltes les dones de la il·lustre família Borja que van passar la seva vida en aquest convent. Després de la mort de la seua fundadora, Violant d'Aragó, passen uns anys en què el convent queda pràcticament deshabitat. Més tard, serà el noble Lluís Vich i de Corbera va decidir restaurar aquest convent. El convent va ser la llar nou per a deu monges de la mateixa comunitat que van abandonar el seu convent francés de la ciutat de Lézignan-Corbières. Entre aquestes monges es trobava també Maria Escarlata, la germana del príncep francès. Es va refugiar al convent de Gandia per fugir de ser casada per la força.
Maria Enríquez de Luna, duquessa de Gandia, va ingressar al convent amb el nom de sor Gabriela. Es va convertir en abadessa del convent en 1530 i va morir nou anys després. Més tard, seria la seua filla, Elisabet de Borja (Sor Francisca de Jesús) la qual va ser triada abadessa del convent a 1533, i el va governar fins que en 1548, va renunciar al càrrec per poder fer fundacions lluny del seu entorn familiar. Va tenir la satisfacció de veure religioses del seu convent de Gandia a la seua pròpia mare, sor Maria Gabriela i a cinc nebodes, filles del seu germà Joan II Borja, germanes per tant de Sant Francesc de Borja.

## Col·lecció pictòrica
El convent conserva una destacada col·lecció artística llegada pels Borja entre els quals hi ha obres de Joan de Ribera, Joan de Joanes, Paolo de San Leocadio, Francisco Salzillo o pintors de l'escola de Francesc Ribalta.
L'any 2010 el convent va signar un conveni de col·laboració que cedeix les obres a l'Ajuntament de Gandia i actualment estan exposades en el Museu de Santa Clara, a l'antic Hospital de Sant Marc.